# Giovanni Girolamo Carli
Pour les articles homonymes, voir Carli.
Giovanni Girolamo Carli (né en 1719 à Ancaiano et mort le 29 septembre 1786 à Mantoue) est un érudit italien du XVIIIe siècle.

## Biographie
Giovanni Girolamo Carli nait à Ancaiano, dans les environs de Sienne, en 1719, d’un père cultivateur, qui lui fait faire de bonnes études. Il embrasse l’état ecclésiastique, est plusieurs années professeur d’éloquence à Colle en Toscane, et ensuite à Gubbio, dans les États pontificaux. Après un séjour de dix-huit ans, obligé de retourner à Sienne, il est, peu de temps après, nommé secrétaire perpétuel de l’Académie des sciences, arts et belles-lettres de Mantoue. Il occupe ce poste jusqu’à sa mort, arrivée le 29 septembre 1786. Pendant le séjour de treize ans qu’il fait à Mantoue, il met en place le musée et la bibliothèque publique. Il reçoit des témoignages d’estime de l’impératrice Marie-Thérèse et de Joseph II, son fils. Carli parcourt en différents temps presque toute l’Italie pour rassembler des livres, des médailles, des antiquités, des échantillons d’histoire naturelle, etc., et il parvient à en former une collection considérable.

## Œuvres
Giovanni Girolamo Carli laisse plusieurs ouvrages, parmi lesquels on en distingue un de critique, intitulé : Scritture intorno a varie toscane e latine operette del dottor Giov. Paolo Simone Bianchi di Rimini, che si fa chiamar Giano Planco, vol. 1, contenente la relazione di due operette composte dal sign. Planco in lode di se medesimo, con molte notizie ed osservazioni sopra questi ed altri opuscoli dello stesso autore, Florence, 1749. À Mantoue, il publie deux dissertations d’un intérêt plus général, sous ce litre : Dissertazioni due dell’abbate Girolamo Carli ; la prima sull’impresa degli Argonauti ed i fatti posteriori di Giasone e Medea ; la seconda sopra un antico bassorilievo rappresentante la Medea d’Euripide, conservato nel museo dell’accademia, Mantoue, 1785, in-8°. Le comte Gian Rinaldo Carli, qui a écrit dans sa jeunesse sur le sujet des Argonautes, fait, sur cet ouvrage de Giovanni Girolamo Carli, des observations dans lesquelles il en parle avec estime, et que l’on trouve à la suite de sa première dissertation, dans le 10e volume de ses œuvres. Giovanni Girolamo Carli a aussi enrichi de notes un Choix d’élégies de Tibulle, de Properce et d’Albinovanus traduites en terza rima, par Francesco Corsetti, de Sienne, Venise, 1751. On lui doit encore des notes sur le discours de Celso Cittadini Delle antichità delle armi gentilizie, Lucques, 1741, in-8°. Il a de plus laissé un grand nombre d’ouvrages de littérature qui n’ont pas été publiés. Après sa mort, les habitants de Gubbio firent célébrer en son honneur de magnifiques obsèques. On y prononça son éloge funèbre, et l’on consacra à sa mémoire une élégante inscription latine.